# Solar dos Parreiras

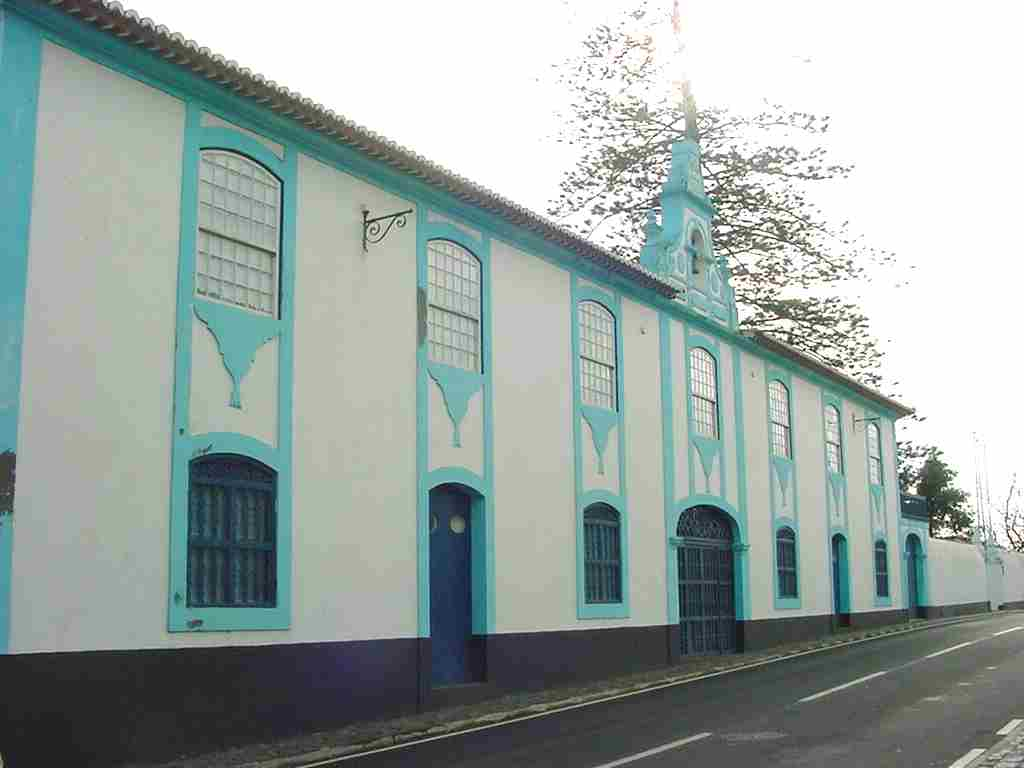
Solar dos Parreiras, à Silveira, fachada.

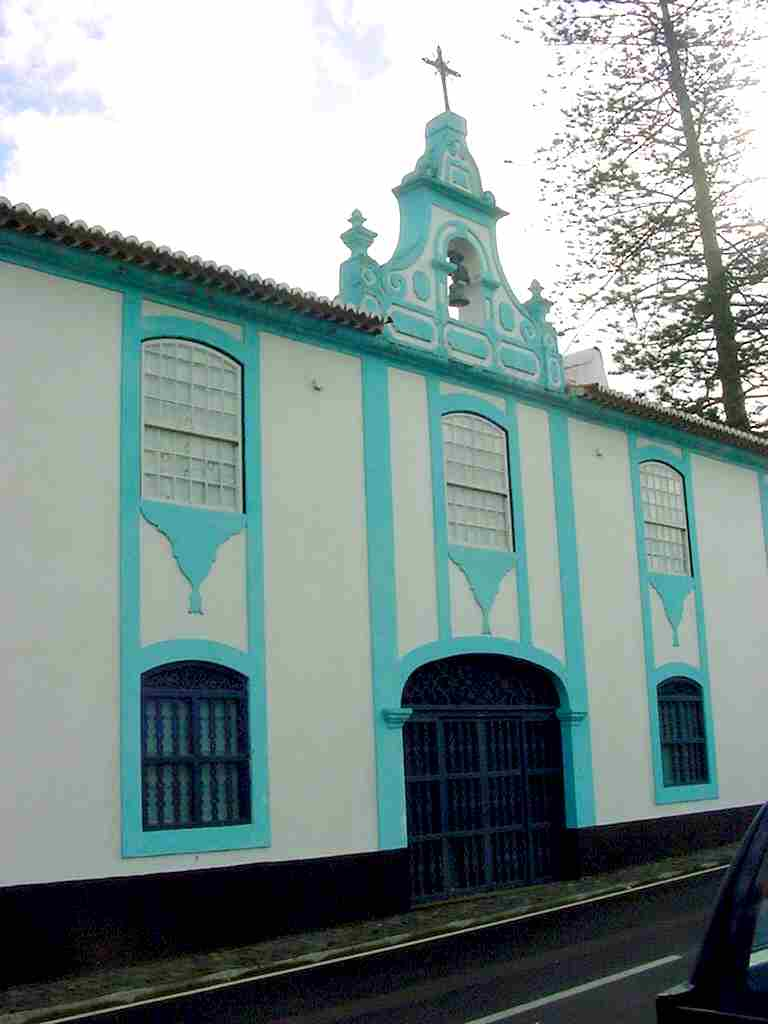
Porta principal.

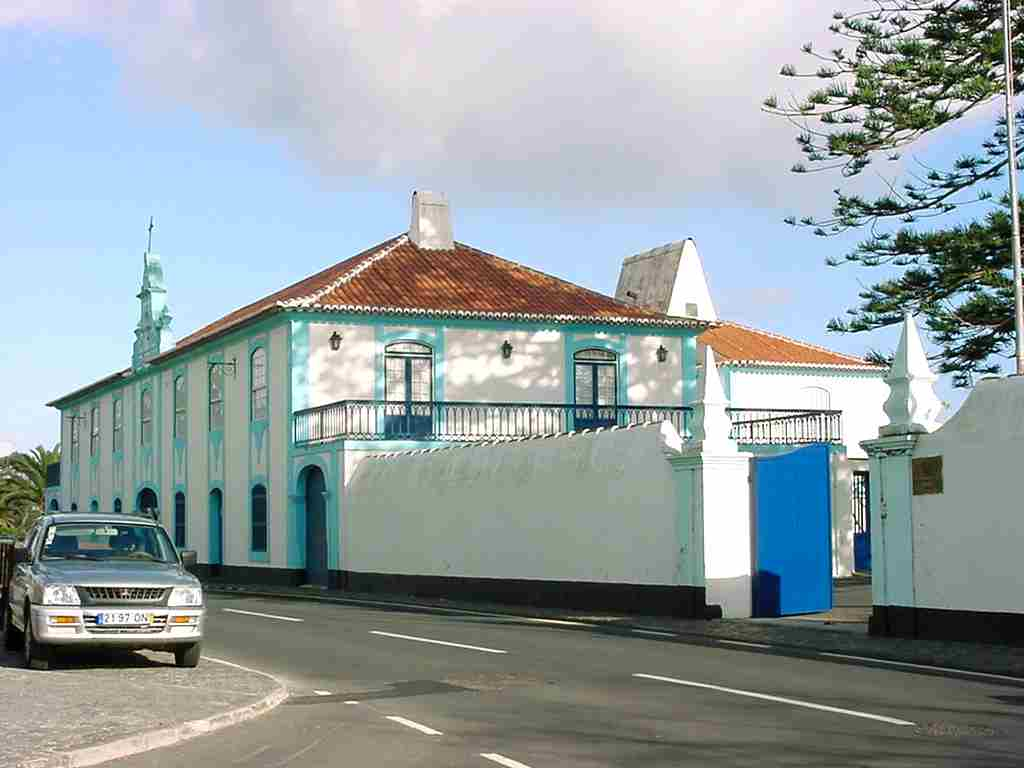
Vista geral.

O Solar dos Parreiras (à Silveira), é um solar português localizado na ilha açoriana da Terceira, concelho de Angra do Heroísmo, freguesia de São Pedro.
Este solar de apreciáveis dimensões, localizado à Silveira, próximo da Zona Balnear da Silveira, foi sujeito a obras de restauro e manutenção após o terramoto ocorrido em 1 de Janeiro de 1980 que muito o danificou.
Actualmente é umas das Residências Oficiais do Ministro da República para os Açores. Encontra-se já fora dos limites da cidade de Angra embora dentro da freguesia de São Pedro.